# US Open 1971 (Badminton)
Die US Open 1971 im Badminton fanden vom 11. bis zum 14. April 1971 in Las Vegas statt.

## Finalergebnisse
| Disziplin    | Sieger                      | Finalist                      | Ergebnis          |
| ------------ | --------------------------- | ----------------------------- | ----------------- |
| Herreneinzel | Muljadi                     | Rudy Hartono                  | 15-8, 15-9        |
| Dameneinzel  | Noriko Takagi               | Hiroe Yuki                    | 11-5, 11-9        |
| Herrendoppel | Ng Boon Bee Punch Gunalan   | Don Paup Jim Poole            | 2-15, 18-13, 15-7 |
| Damendoppel  | Noriko Takagi Hiroe Yuki    | Ethel Marshall Dorothy O’Neil | 15-8, 15-2        |
| Mixed        | Jim Poole Maryanne Breckell | Don Paup Helen Tibbetts       | 17-14, 15-7       |

Anmerkungen
Federball gibt New York als Austragungsort an.